# Anicet Espinach i Martorell
Anicet Espinach i Martorell, d'origen tarragoní i corredor reial de comerç adscrit al Col·legi Professional de Barcelona, l'any 1882 va ser nomenat director del Banc de Mataró.
Propietari de gran part dels terrenys que avui són El Serrallo va finançar les obres de l'altar de la Mare de Déu de la Bonanova i va donar una sèrie d'ornaments litúrgics per a l'Església de Sant Pere d'El Serrallo. L'any 1884 per acord de l'Ajuntament de Tarragona, va donar el seu nom a un carrer del barri marítim de la ciutat en agraïment a la seva implicació.
1881 es constitueix la societat anònima Banc de Mataró, i el 1882 Anicet Espinach amb l'augment de la demanda d'accions, s'ofereix a col·locar una xifra important d'aquestes entre els clients del seu despatx. Espinach és nomenat vocal i director gerent de l'entitat per acord de la Junta d'accionistes, deixant enrere el seu càrrec de corredor. Va morir a Barcelona el dia 12 de març de 1891.